# Князівський палац Сассуоло
Герцогський палац в Сассуо́ло (італ. Palazzo ducale di Sassuolo) —  палац у стилі бароко, вибудований у 17 ст. для представників родини д'Есте в Сассуоло з садом бароко і фонтанами.

## Історія
В середні віки на місці палацу була фортеця ( або Рокка) , що належила сім'ї делла Роза.В 1458 році Борсо д'Есте відновив та розширив  фортецю.
Наприкінці жовтня 1597 року помер останній законний володар герцогства Феррари Альфонсо II д'Эсте. У справу передачі спадку втрутилися король Франції і папа римський Климент VIII. За підтримки короля Франції папа римський загарбав князівство, приєднавши його до володінь папського престолу. Уже 24 січня 1598 року армія папи Климент VIII увійшла в окуповане місто Феррара.
Але існувала побічна гілка роду д'Эсте, що йшла від Альфонсо I д'Есте та нешляхетної за походженням Лаури Діанті. Її представник Чезаре д'Есте (після повної втрати прав на наслідування) вимушено перебрався до міста Модена, де 1609 року придбав старовинний замок у Сассуоло.

## Князівська резиденція у Сассуоло

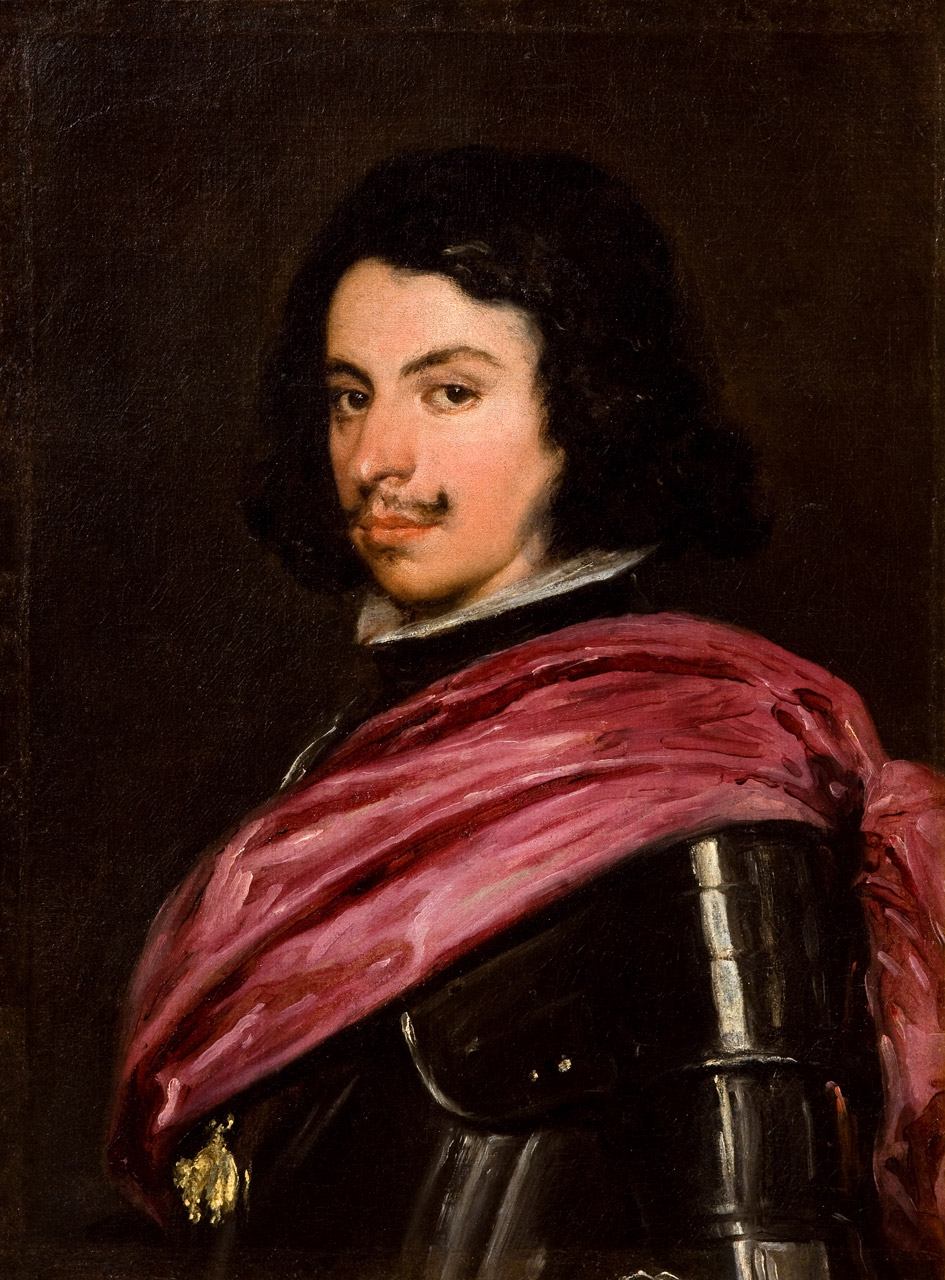
Худ. Дієго Веласкес. « Франческо І д'Есте, герцог Моденський»

Справу створення князівської резиденції реалізував Франческо І д'Есте, герцог Моденський, молодий і дуже амбітний володар маленького князівства. Він почав перемови з папським скульптором і архітектором Лоренцо Берніні для отримання палацу новітнього зразка. Але Берніні відмовив герцогу, знаючи про вороже ставлення пап до замовника.
До справи проектування і будівництва був залучений архітектор Бартоломео Аванцині (1608—1658). Розкішну (як для маленького князівства) заміську резиденцію вибудували в Сассуоло на бастіонах фортеці XV ст. Вона вийшла триповерховою з внутрішнім двориком. Відповідно до тодішньої моди палац мав сад бароко і фонтани у двориках. Серед паркових атракцій створили бароковий басейн із декором у вигляді поруйнованого амфітеатру.

## Інтер'єри та фресковий декор
Спроби зміцнення власного стану і постійні втручання в тогочасну політику примушували володаря перебувати то в Іспанії, то у Франції, що обумовило залучення до декорування резиденції уславлених митців, іноземних і місцевих. Парадний портрет Франческо І д'Есте створив художник іспанського короля Дієго Веласкес. Бригаду художників-фрескістів очолив французький художник-декоратор Жан Буланже. Він не міг упоратись один і тому залучив чимало місцевих майстрів. Про величний масштаб створеного фрескового і декоративного циклу свідчать залишки фресок на стінах і стелях князівської резиденції, де відчутні впливи пізнього маньєризму французького зразка і художників Венеції XVI ст..
Місце для створення князівської резиденції було обрано непогане — це передгір'я Апеннін, де мало вологи і осінніх туманів, як то є в місті Модена. Модена вже була обрана колись для створення королівської резиденції. Тут мав власну віллу Пентеторрі король Франциск І під час італійських воєн.
До справи декорування великого палацу були залучені й інші майстри:
- Гверчіно
- Мікеланджело Колонна
- Джакомо Монті
- П'єр Франческо Чіттадані
- Агостіно Метеллі
- Бальдассаре Бьянкі та інші.

Були створені і скульптури для декору фонтанів та палацових зал. Для декору зали парадних сходів створили скульптурну групу «Викрадення Прозерпіни». У нішах зали сходинок — алегорії «Радість» та «Вічність» (скульптор Маччо Латанціо). Фонтани в дворику прикрашені скульптурами Нептуна та Галатеї (скульптор Антоніо Раджи, 1624—1684). Відомо, що декор і скульптури для саду створив Бернардо Фальконі (1630—1697), що пізніше перебрався працювати до Венеції.
Архітектурні перспективи і стінописи створили декоратори Агостіно Метеллі, Джакомо Монті, Бальдассаре Бьянкі, Мікеланджело Колонна. У декоруванні стель і парадних апартаментів брали участь сам Жан Буланже та його італійський учень П'єтро Галуцци.

## У 19 та в 20 ст
Під час військового захоплення півночі Італії арміями Наполеона Бонапарта серед приєднаних до Франції територій було і Моденське князівство. Нащадки родини д'Есте були вимушені залишити палац Сассуоло, і його продали французькому власнику.
Наприкінці XIX ст. зацікавленість до колишньої резиденції виявив син короля Італії, принц Умберто Савойський. Палац придбали до державного майна. У спорожнілому палаці розмістили Військову академію Модени.
На зламі XX-XXI ст. тут розпочались відновлювальні і реставраційні роботи, позаяк Військова академія використовувала приміщення лише частково. Колишній сад бароко давно спустошений і перетворений на міський парк міста. Приміщення палацу використовують для виставок.

## Галерея обраних фото (архітектура)

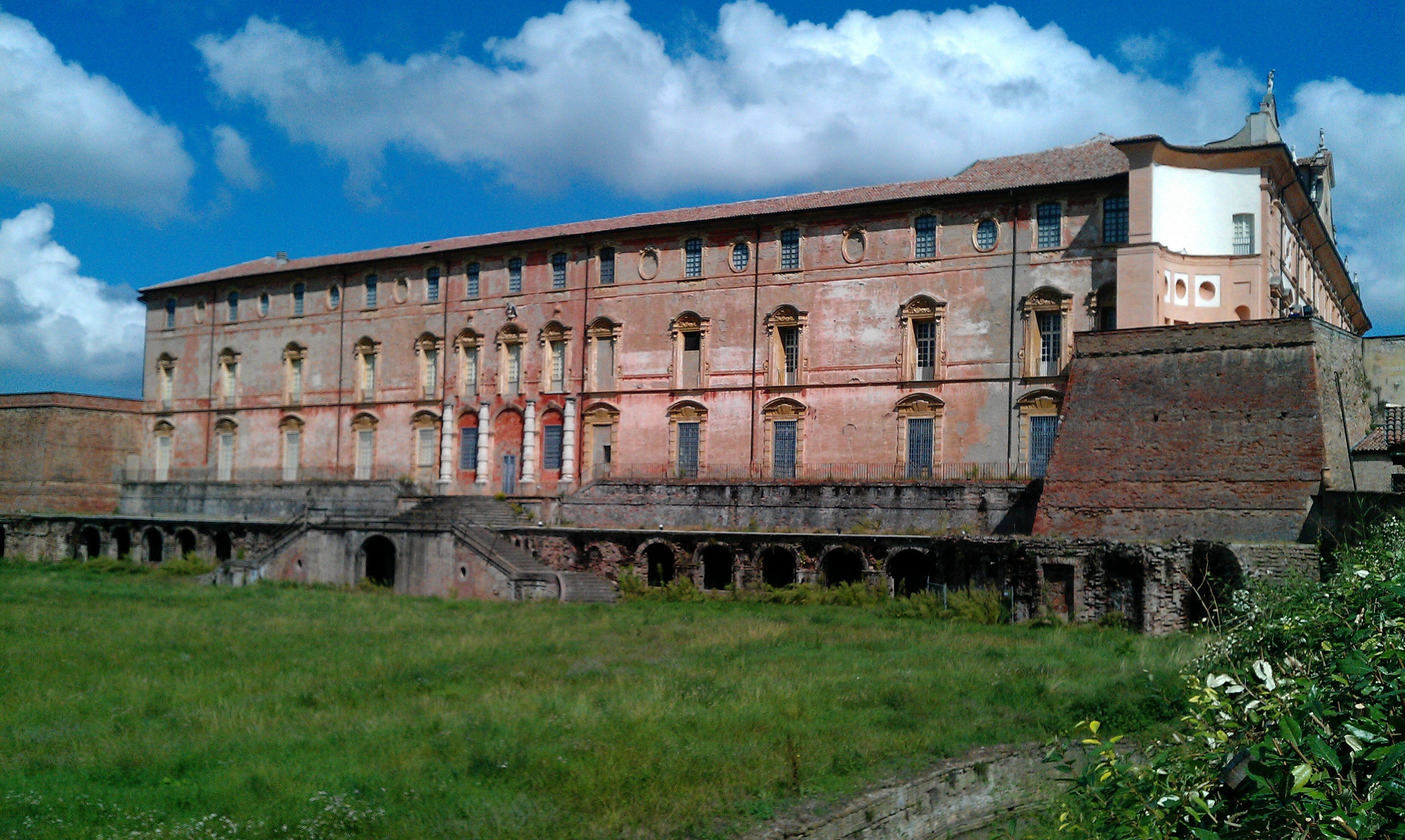

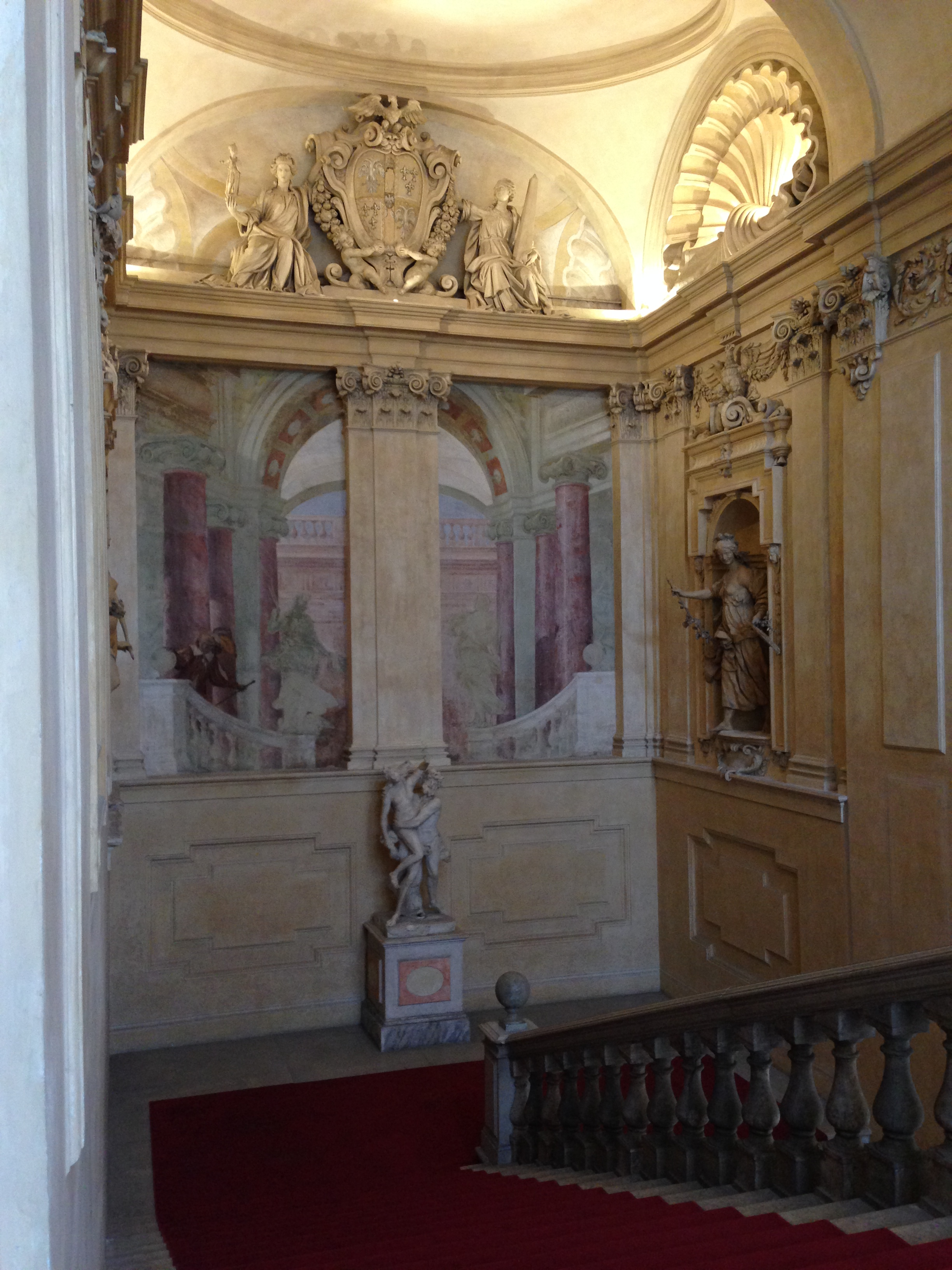
Зала парадних сходів

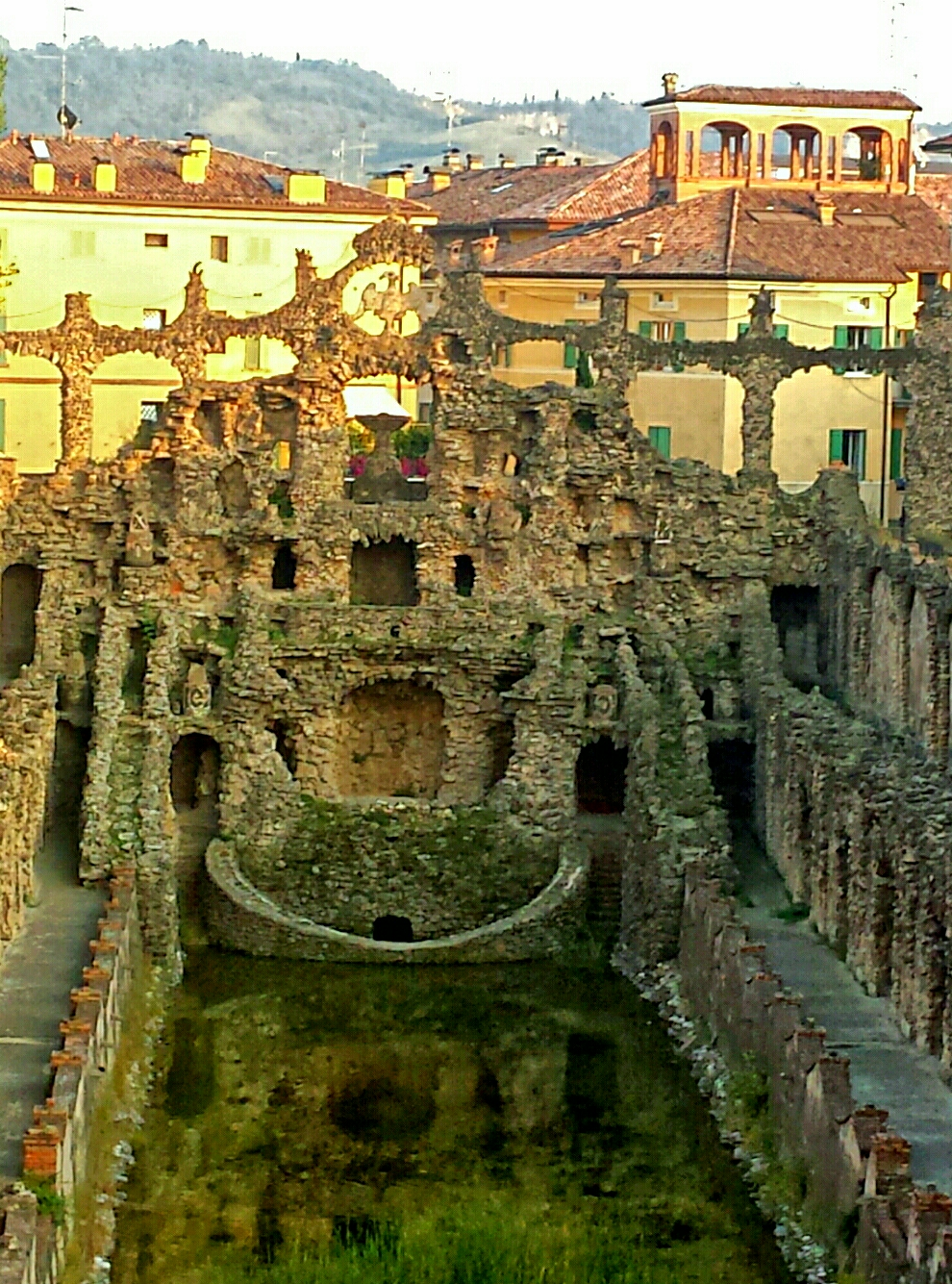
Палацова родзинка — басейн з декором руїни «Фонтанацца»

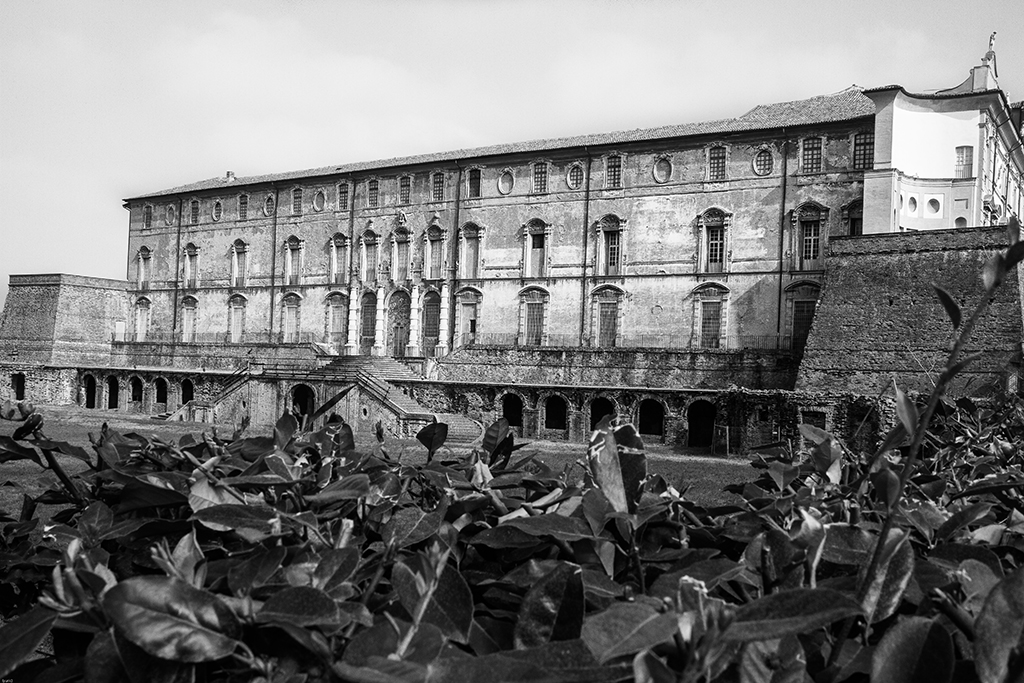
Історичне фото
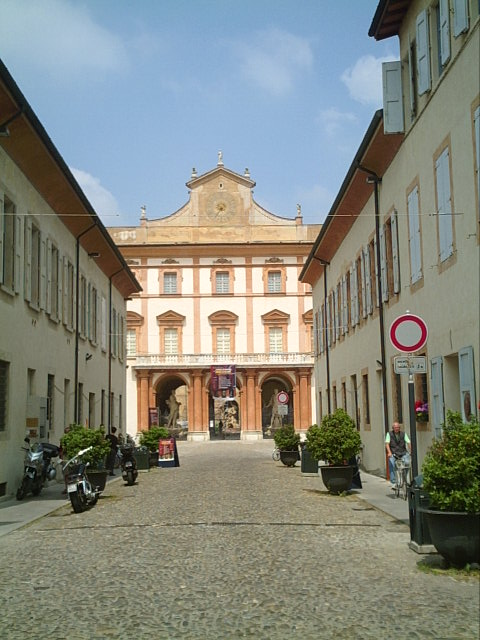
Потрійна галерея входу від поселення
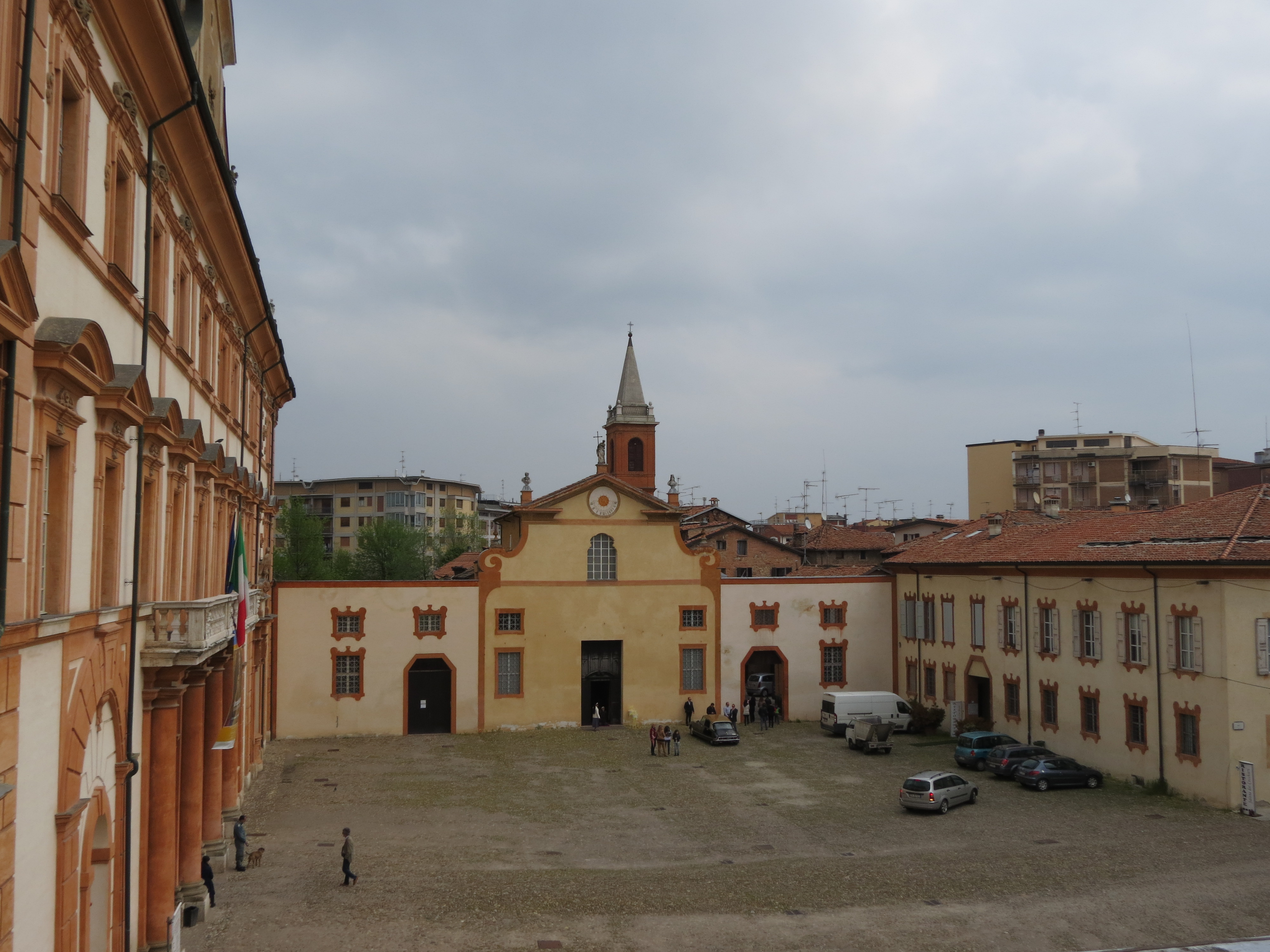
Палацовий дворик, парковий фасад
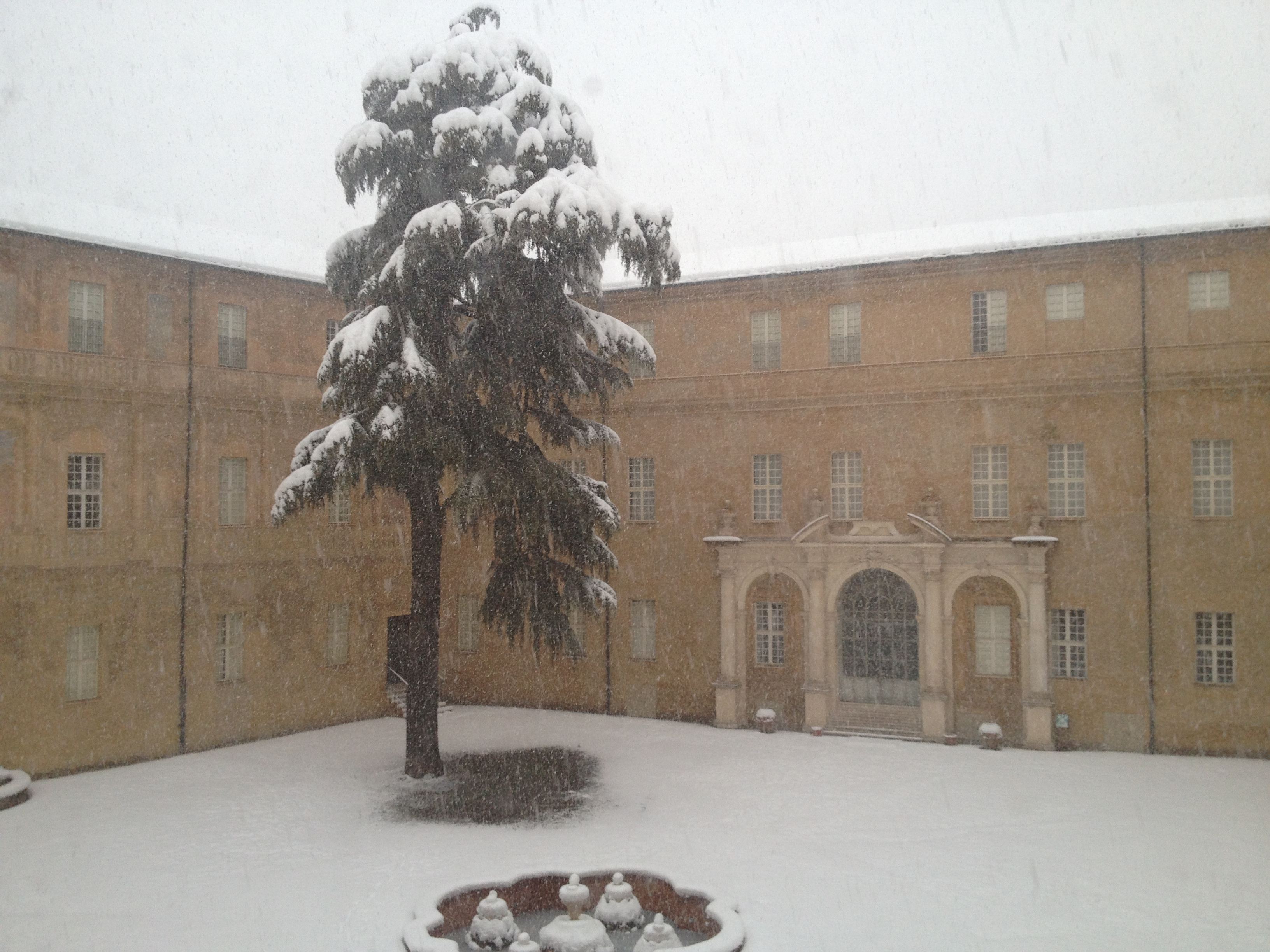
Внутрішній дворик взимку
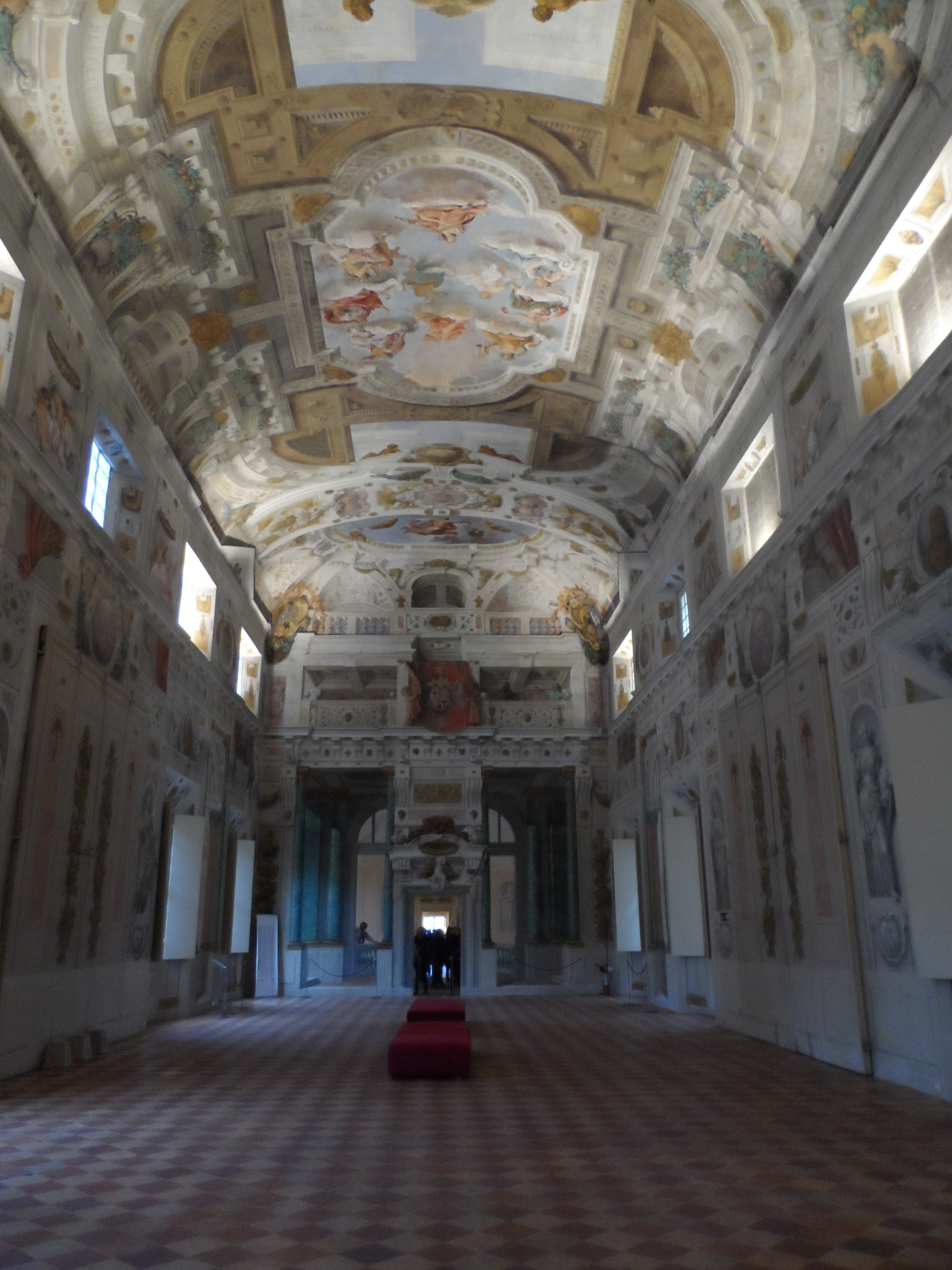
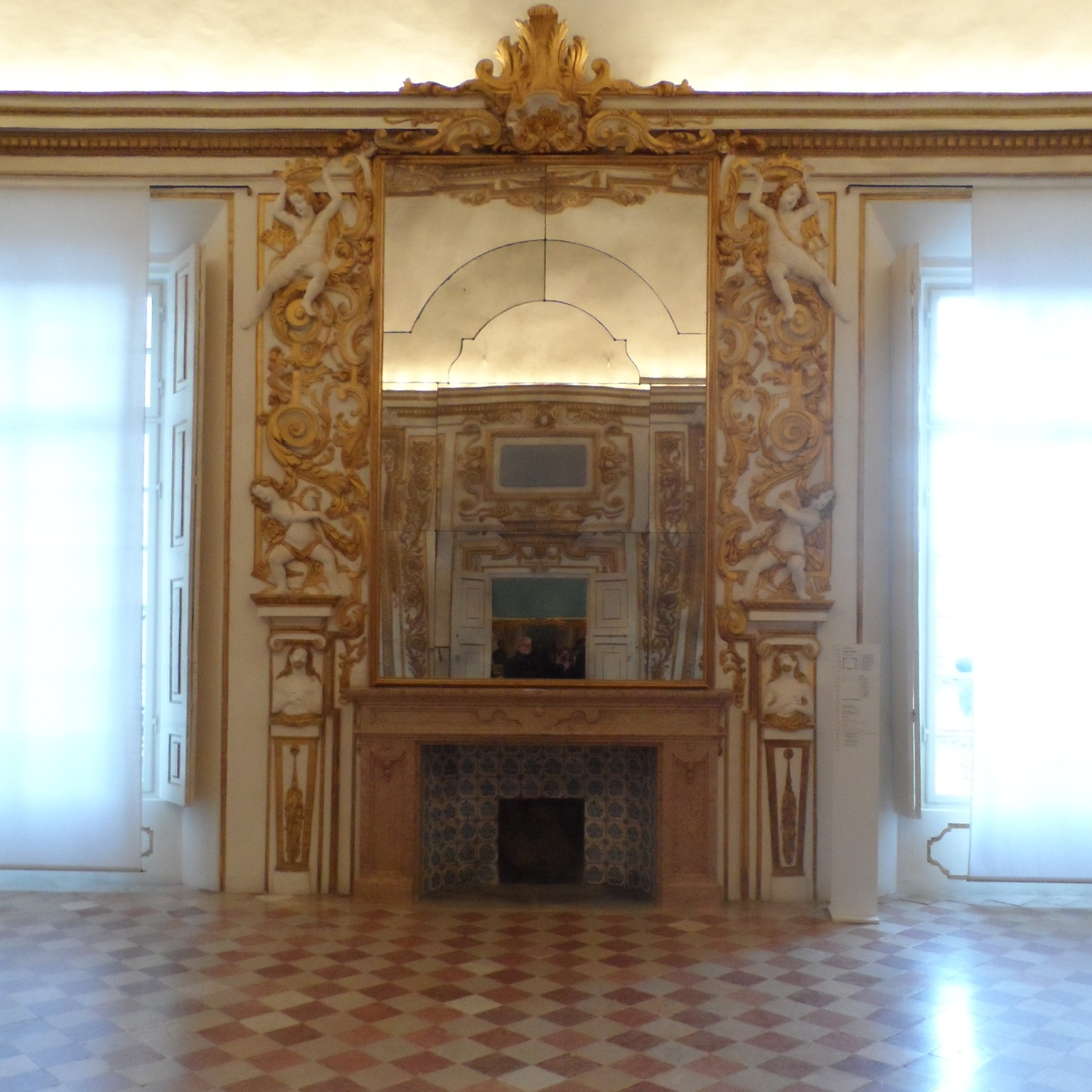
Дзеркало над каміном
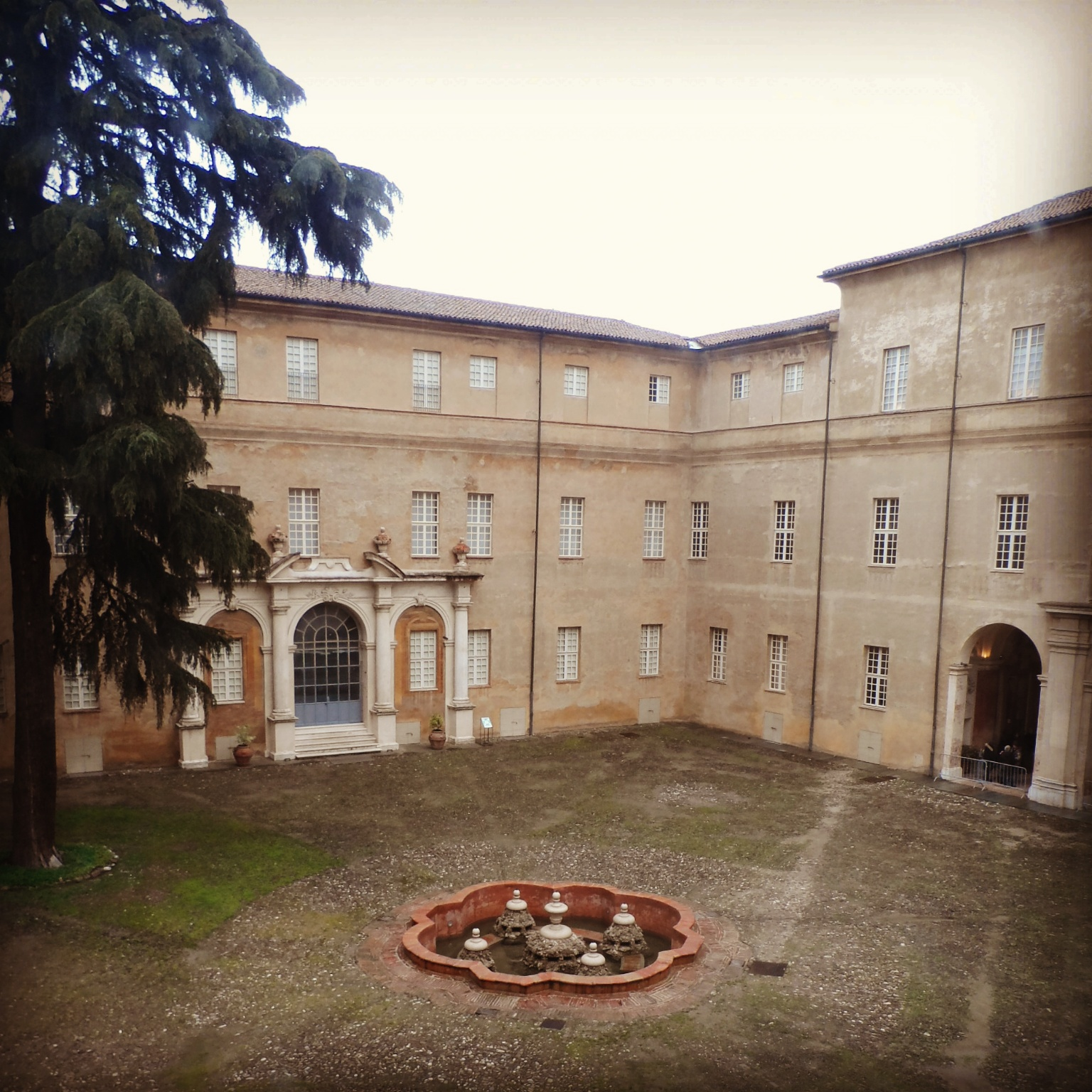
Фонтан у внутрішньому дворику
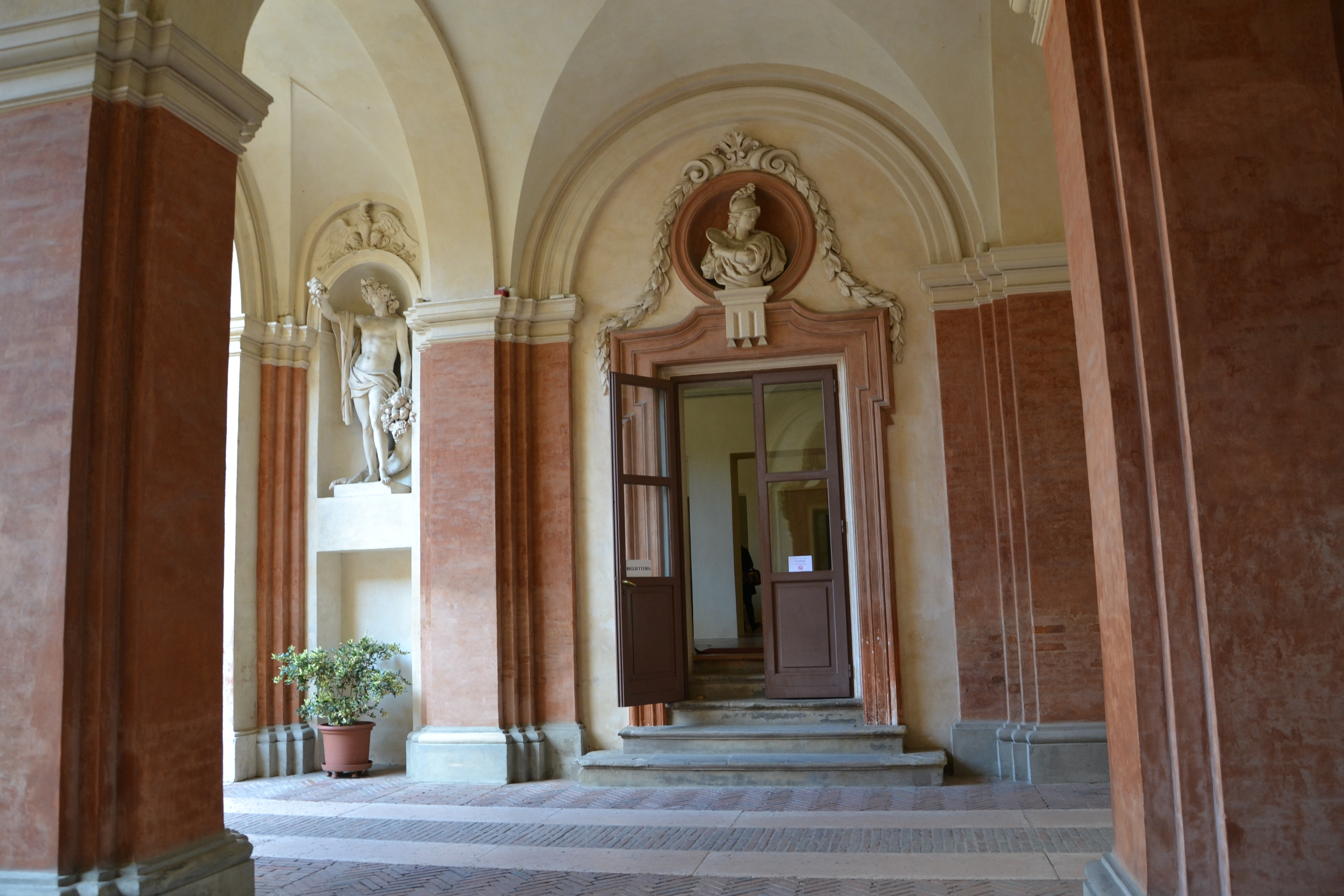
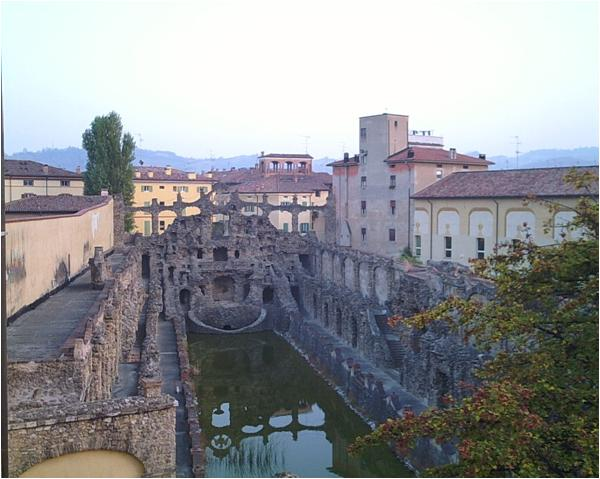
Бароковий басейн з декором старовинної руїни

## Галерея обраних фото (інтер'єри і фрески)

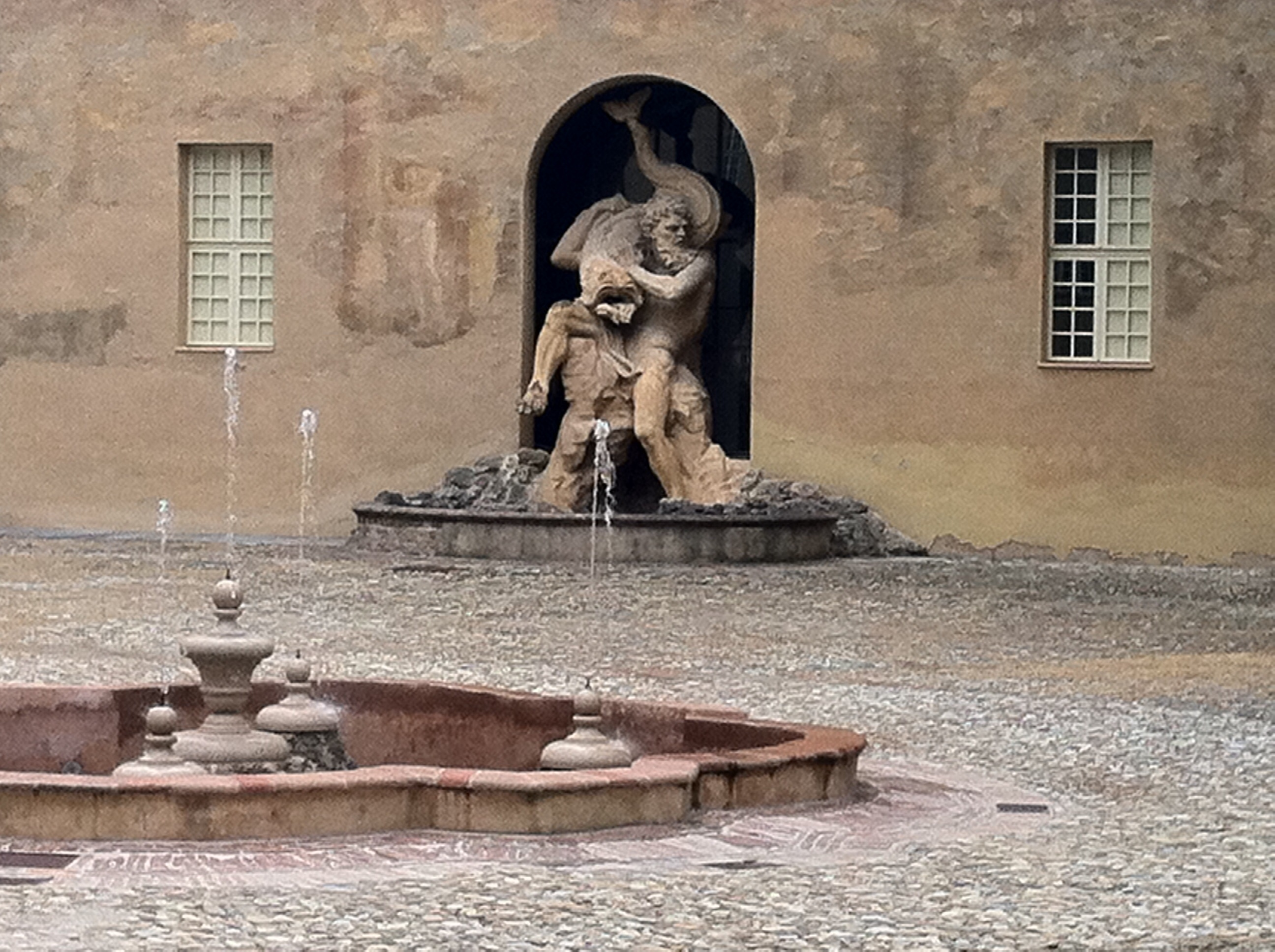
Скульптор Антоніо Раджи. Фонтан Нептун. Князівський палац Сассуоло

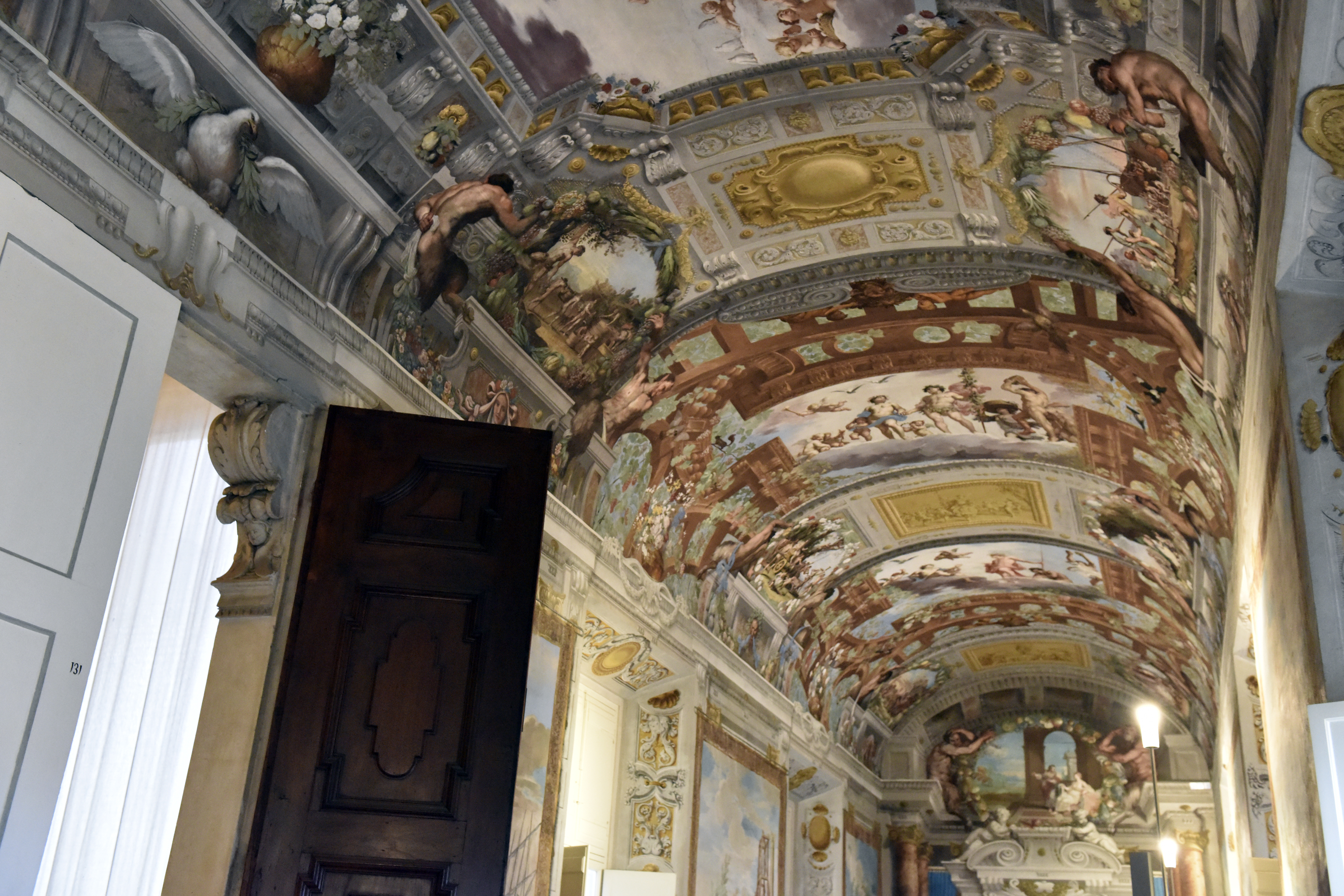
Так звана галерея, стінописи на стелі
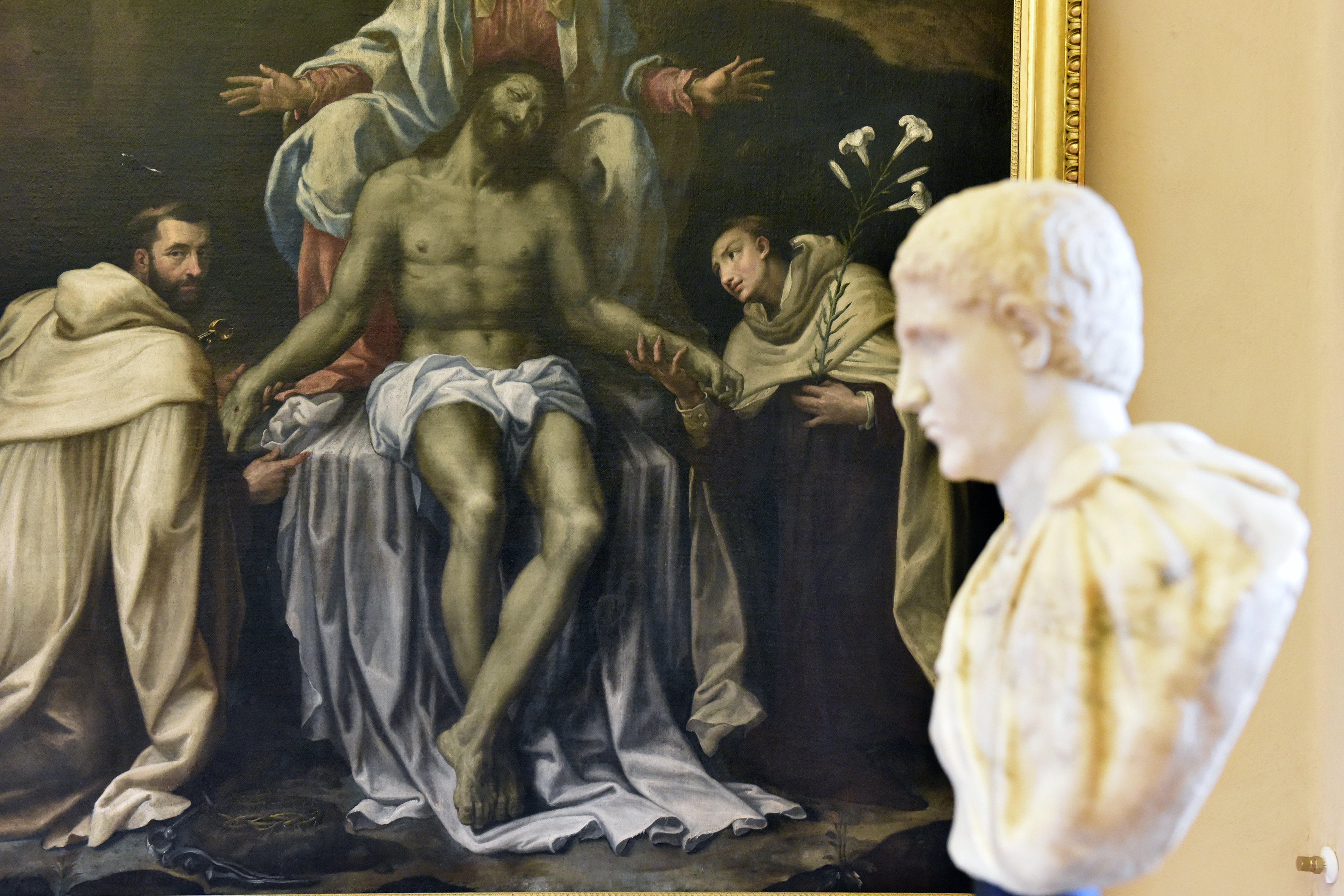
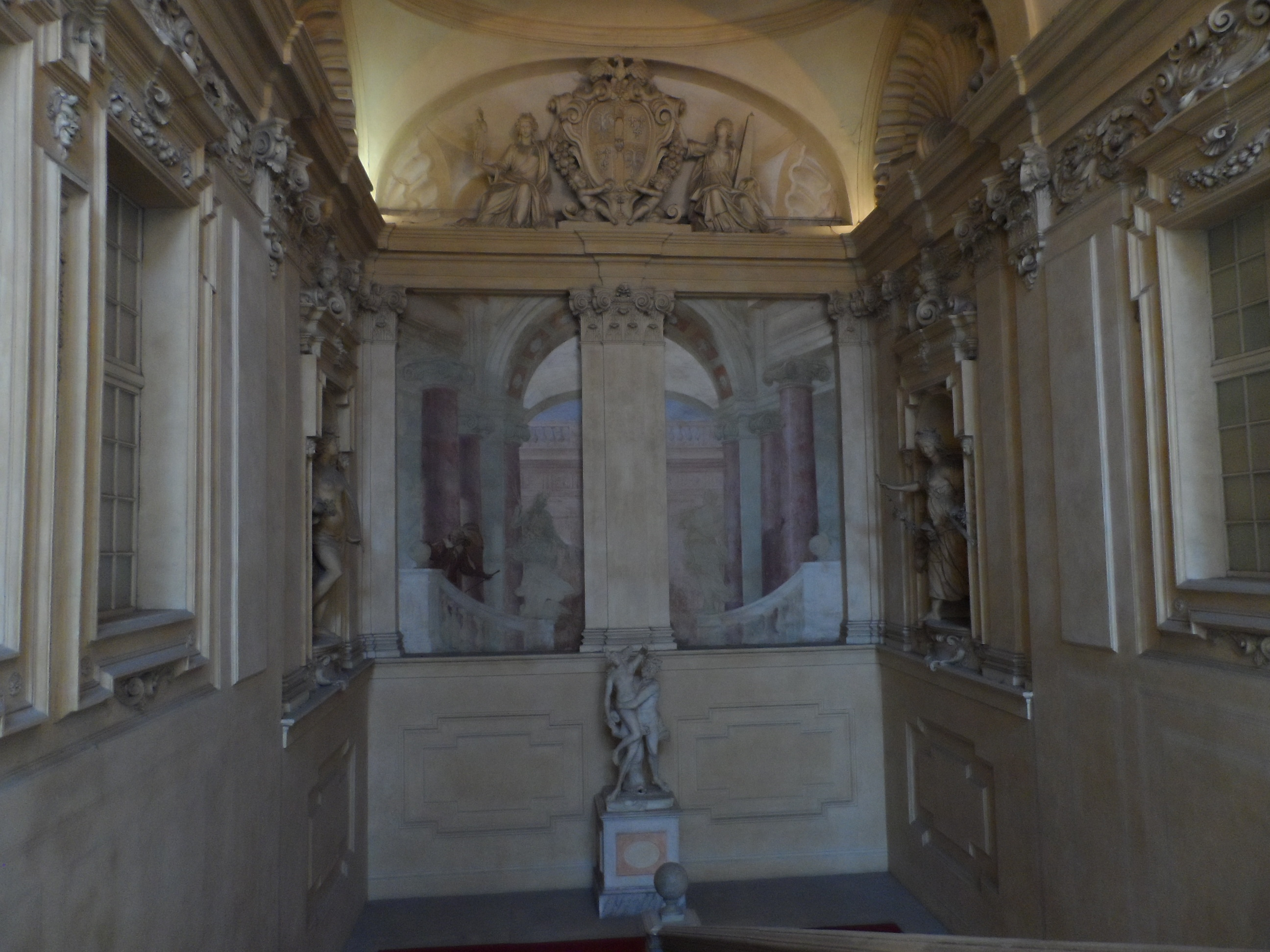
Бароковий декор зали парадних сходів
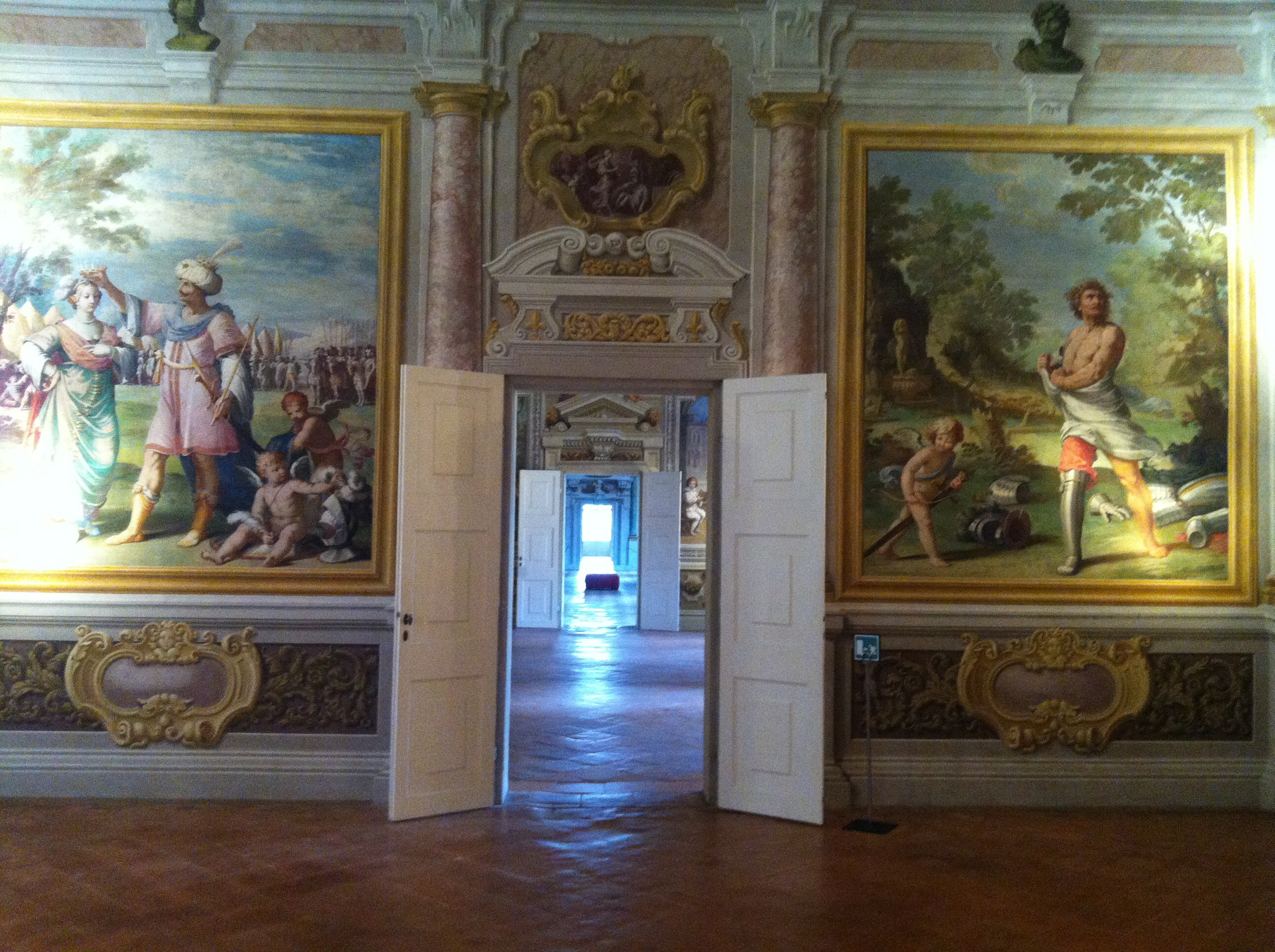
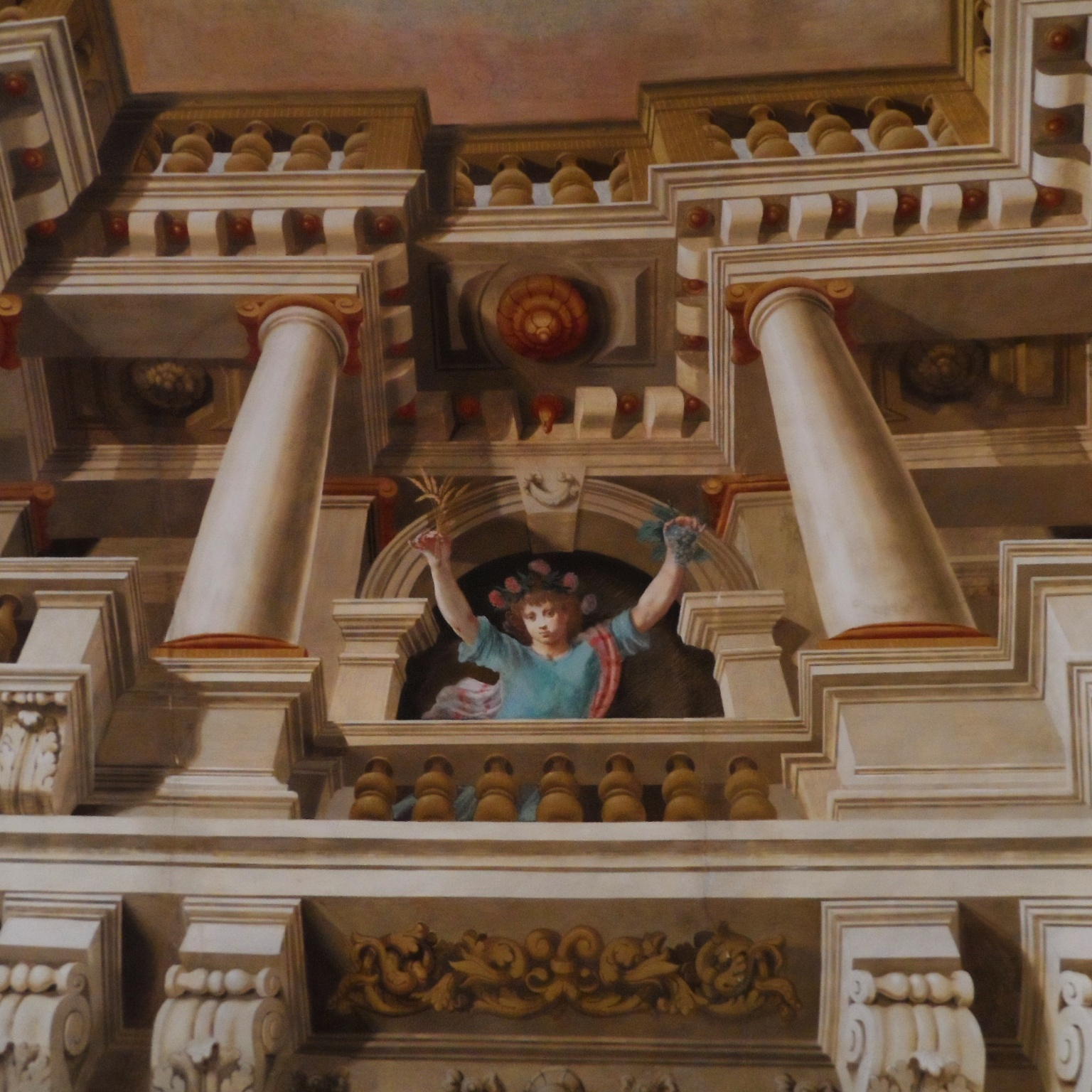
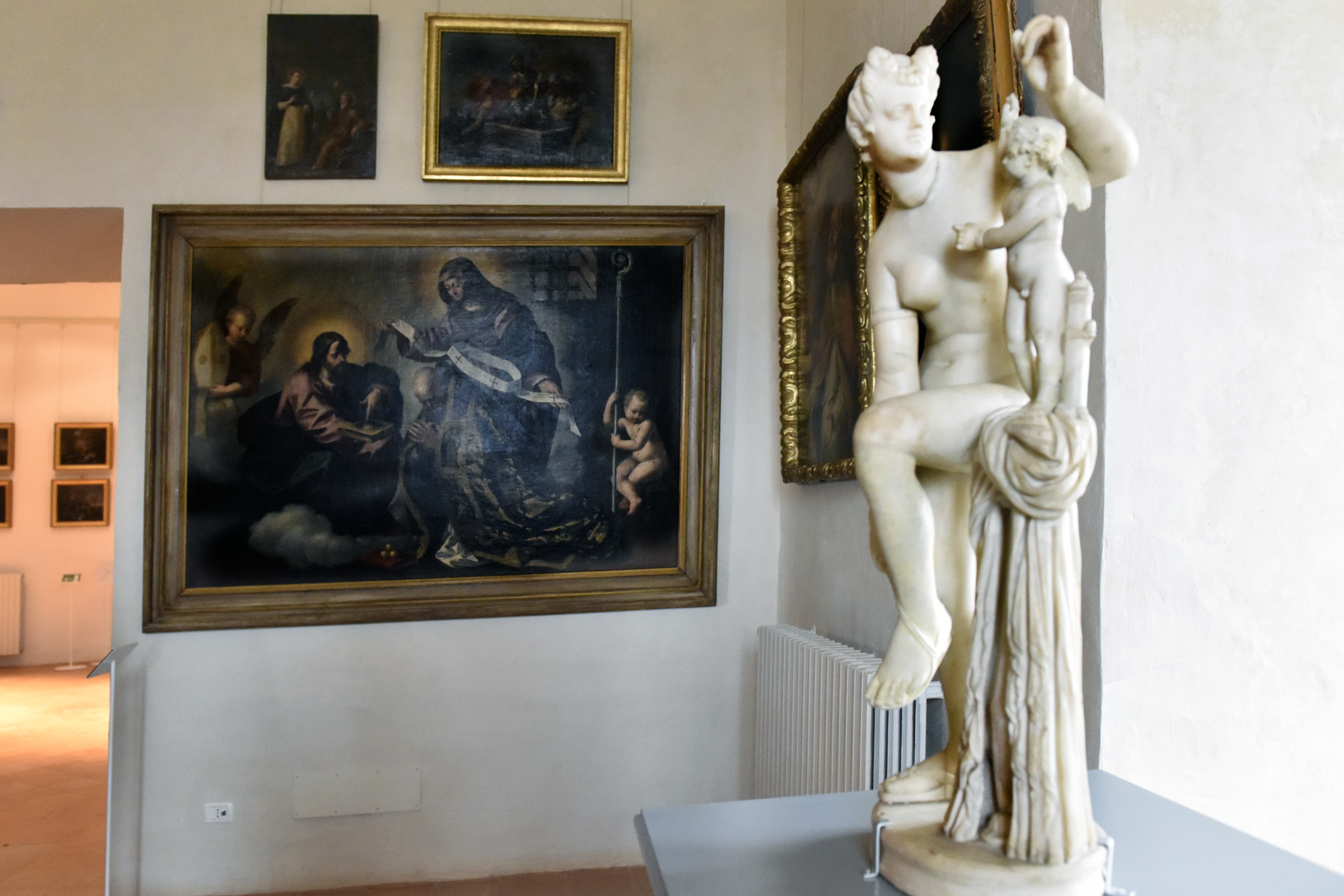
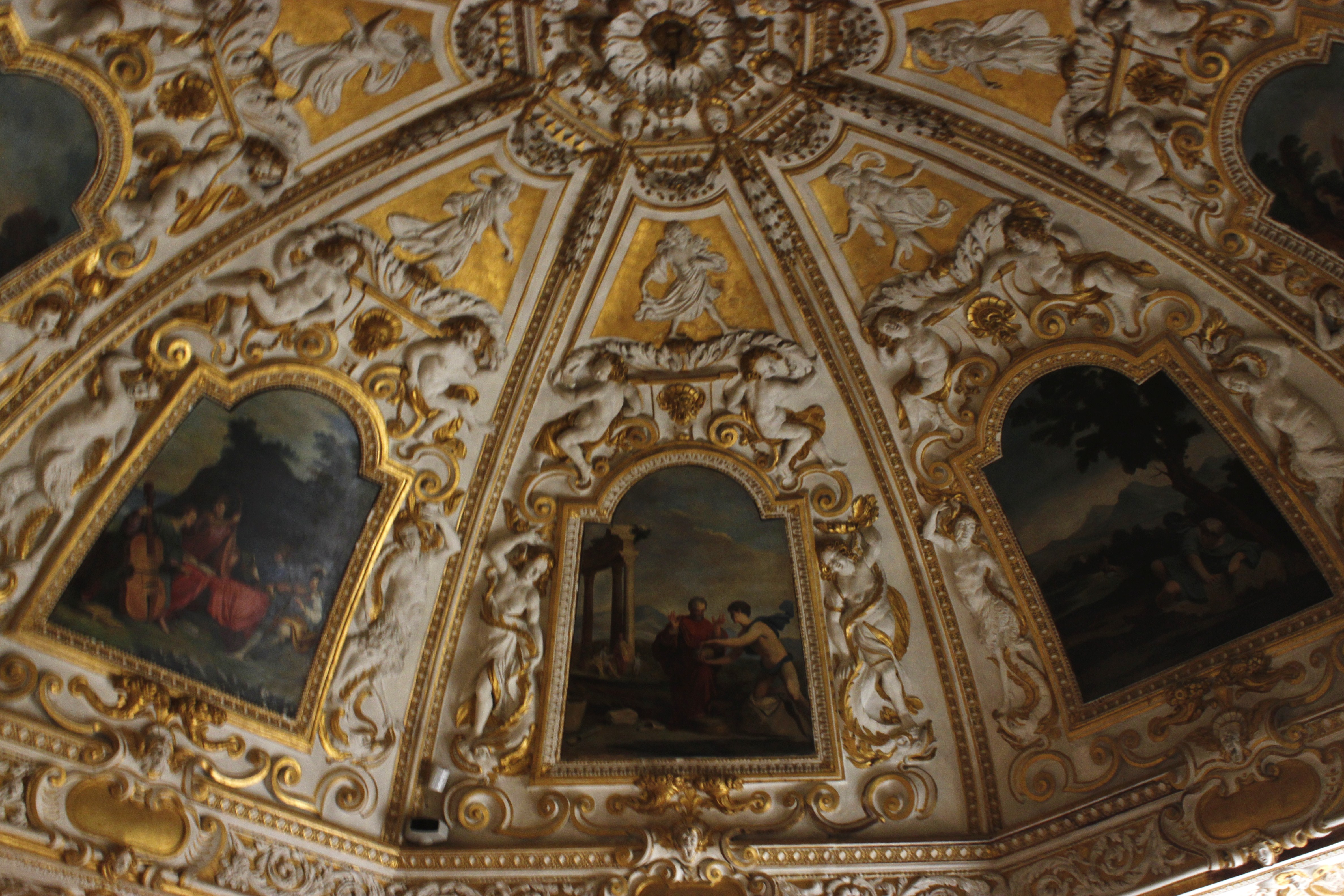